# Screen Fun
Screen Fun fue una revista española de videojuegos fundada en 1999. Aunque originaria de Alemania, la edición española sólo incluía artículos interesantes de la revista germana; fue de las primeras revistas que además de tratar de videojuegos, contenía secciones que no tenían nada que ver con ese mundo como podía ser el cine, hardware, cómics o música.
La revista era multiplataforma y sólo costaba 395 pesetas.
La redacción de la revista la llevaban a cabo de 6 a 10 personas de las cuales el director era Jorge Martínez, su subdirector era Álvaro García, a cargo de la maquetación se encontraba a Raúl Blázquez, de la redacción se encargaban Elena Castellanos y Gabriel Pérez y de la traducción se ocupaba Marta Muñiz; esta es una pequeña lista de las personas que hacían que esta gran revista lograra su puesta en el mercado.
La revista en sus inicios tuvo un gran éxito vendiendo hasta 30 000 ejemplares al mes pero poco a poco fue hundiéndose, hasta que en el número 21 no volvió a salir a la luz.

## Secciones
- Impacto Inminente: En esta sección se abarcaban los juegos que iban a salir próximos a las fechas de edición del número en el que se trataban.

- Noticias: En esta sección se abarcan algunas noticias sobre el sector de los videojuegos.

- Éxitos: La sección estaba compuesta por varias partes: un top 20 del lector, que contenía los videojuegos favoritos de los lectores sin clasificar por plataforma, un top 5 dividido por plataforma,  los más jugados en Screen Fun y los más esperados.

- Banco de pruebas: En esta sección se analizaban los juegos que estaban de moda en el mercado, se tenían en cuenta muchos aspectos del videojuego y se comentaba cuales eran sus puntos fuertes, cada videojuego tenía una ficha de evaluación que se dividía en varias partes, sistema donde se probaba el juego, idioma en el cual estaba realizado el juego, título, precio, fabricante, número de jugadores, requisitos especiales (en el caso de que fuese un juego de PC), gráficos, sonido, diversión, “lo que más gustaba”, “lo que menos gustaba”, un pequeño resumen de 3 líneas y al final la nota que se merecía el juego.

- Screen Fun Trucos o SOS: Como bien dice el nombre de la sección, en ella se trataba no sólo trucos sino que también se incluía pequeñas guías coleccionables.

- Internet: Sección dedicada a tutoriales e información de páginas web interesantes.

- Hardware: Dedicada a analizar el funcionamiento, utilización o fabricación de un determinado dispositivo, ya fuese un móvil, un lector de CDs o la fabricación de estos mismos.

- Especial: La cual contenía diferentes categorías como rol, cómics, en línea, música, tv, tecnología punta.

- Cine: Como describe su propio nombre se dedicaba esta sección a analizar una película en concreto.

- Artículos: Contenía una sección de humor, pasatiempos, cartas del lector y sorteos.